# Robecchetto con Induno
Robecchetto con Induno is een gemeente in de Italiaanse metropolitane stad Milaan (regio Lombardije) en telt 4679 inwoners (31-12-2004). De oppervlakte bedraagt 13,9 km², de bevolkingsdichtheid is 332 inwoners per km². De gemeente is in 1870 gevormd uit de voormalige gemeenten Induno Ticino en Robecchetto.

## Demografie
Robecchetto con Induno telt ongeveer 1806 huishoudens. Het aantal inwoners steeg in de periode 1991-2001 met 10,1% volgens cijfers uit de tienjaarlijkse volkstellingen van ISTAT.
| Jaar | Inwoneraantal |
| ---- | ------------- |
| 1991 | 3924          |
| 2001 | 4320          |

## Geografie
Robecchetto con Induno grenst aan de volgende gemeenten: Castano Primo, Turbigo, Cuggiono, Galliate (NO).